# Inela Nogić
Inela Nogić (* 1976 in Sarajevo) wurde als Amateur-Model weltberühmt, als sie während der Belagerung von Sarajevo im Bosnienkrieg im Jahr 1993 einen Miss opkoljenog Sarajeva (Miss belagertes Sarajevo) genannten Schönheitswettbewerb gewann.
Die Miss-Wahl wurde wegen der Gefahr durch Scharfschützen serbischer Milizen in einem Keller abgehalten.
Die Teilnehmerinnen des Wettbewerbs hielten auf der Bühne ein Banner mit der Aufschrift Don't let them kill us (lass sie uns nicht töten) hoch. Der Schönheitswettbewerb wurde von einem Amateurfilmer aufgenommen; dessen Material benutzte der Regisseur Bill Carter in seiner Dokumentation Miss Sarajevo.
Die Dokumentation wurde international im Fernsehen gesendet, sie rief Zuschauerreaktionen hervor, die den internationalen Druck verstärkten, die Belagerung zu beenden. Material aus dieser Dokumentation wurde in das Video zur Single Miss Sarajevo der irischen Rockband U2 unter Mitwirkung ihres Produzenten Brian Eno, die sie unter dem Pseudonym Passengers gemeinsam mit dem Opernsänger Luciano Pavarotti veröffentlichten.
Inela Nogić ist auch auf dem Cover der Single mit einer Originalaufnahme von dem Schönheitswettbewerb zu sehen.
Nach Ende des Krieges wurde Inela Nogić zum U2-Konzert in Sarajevo 1997 eingeladen und dort von der Band persönlich eskortiert.